# Kölcse
Kölcse là một làng thuộc hạt Szabolcs-Szatmár-Bereg, Hungary. Làng này có diện tích 28,24 km², dân số năm 2010 là 1254 người, mật độ 44 người/km².